# Philippe van Marigny

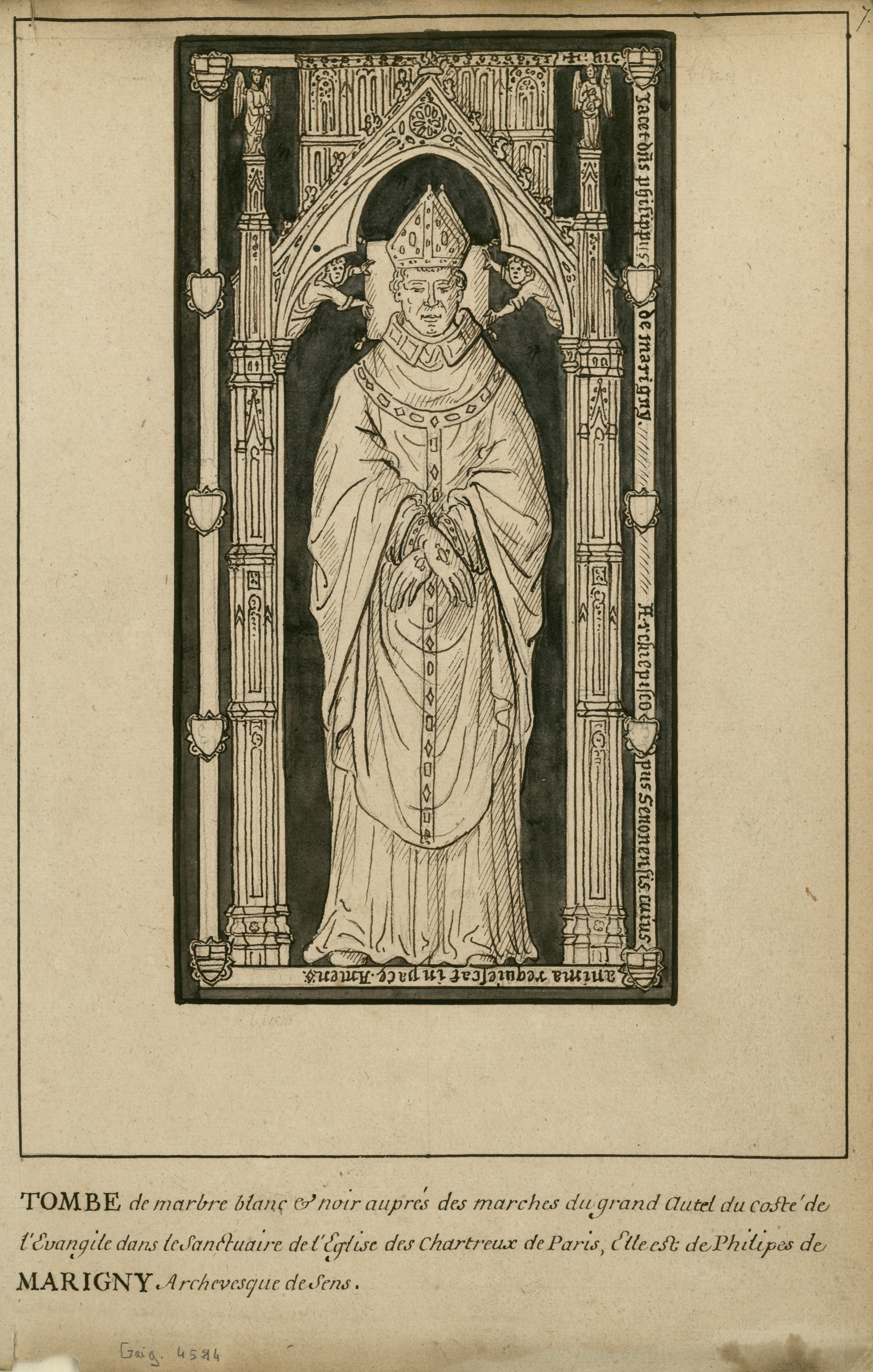
Graftombe van Philippe van Marigny

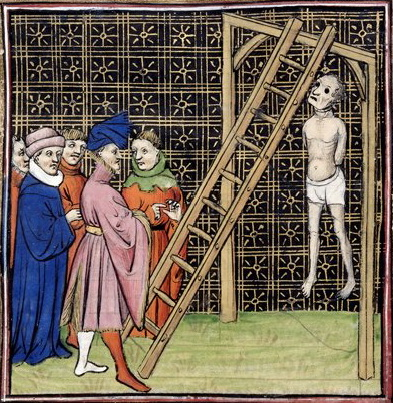
Ophanging van zijn halfbroer Enguerrand van Marigny (1315)

Philippe van Marigny (Normandië 1268 – Parijs, december 1316) was bisschop van Kamerijk en aartsbisschop van Sens. In 1310 veroordeelde hij 54 tempeliers tot de brandstapel in Parijs.

## Levensloop
Het gehucht Marigny behoort vandaag tot de gemeente Dampierre-en-Bray in Normandië. Philippe van Marigny was afkomstig van een adellijke familie uit het hertogdom Normandië. Hij was een halfbroer van Enguerrand van Marigny, kamenier van koning Filips IV de Schone van Frankrijk. Via Enguerrand geraakte Philippe aan het koninklijk hof aan de slag. Philippe was priester en zijn werk aan het koninklijk hof was klerk; zijn titel was commissaire aux nouveaux acquêts, te omschrijven als secretaris. Philippe werd daarnaast kanunnik aan de Notre-Dame van Parijs (1301).
In 1306 kreeg Philippe de bisschopswijding. Hij werd graaf-bisschop van Kamerijk. In Kamerijk deed hij de begijn Margareta Porete een proces aan, dat later zou leiden tot haar dood op de brandstapel (1310).
Mede door steun van zijn machtige broer Enguerrand werd Philippe burggraaf-aartsbisschop van Sens (1309). Dit betekende dat het bisdom Parijs met zijn koninklijk hof onder de kerkprovincie viel van aartsbisschop Philippe. Philippe organiseerde een synode in Parijs (1310). De geestelijken van de kerkprovincie Sens moesten volgens hem trouw de politiek van koning Filips IV uitvoeren. De synode diende om de Orde van de Tempeliers te veroordelen. De veroordeling steunde op vermeende misdrijven en moreel verval van de Tempeliers. Aartsbisschop Philippe voerde de daad bij het woord door na afloop van de synode 54 Tempeliers op te pakken. De Tempeliers liet hij, op zijn initiatief, levend verbranden in Parijs. Deze actie van Philippe stond los van het lopend proces tegen 600 Tempeliers. Philippe zetelde verder in een pauselijke commissie die over de vier leiders van de Tempeliers moest oordelen: grootmeester Jacques de Molay en drie leiders. Het proces van deze internationaal wijd vertakte en rijke orde werd een ingewikkeld juridisch kluwen. 
In 1312 benoemde Philippe zijn broer Jean van Marigny tot aartsdiaken van Sens. Broer Jean werd kort nadien bisschop van Beauvais (1313).
Na vier jaar kwam de pauselijke commissie tot een conclusie. In 1314 veroordeelde zij de vier leiders van de Tempeliers tot de dood op de brandstapel. 
In hetzelfde jaar 1314 stierf Filips IV, in wiens gratie de familie Marigny werkte. Philippe leidde de dodenmis van koning Filips IV in de Notre-Dame van Parijs. Philippe organiseerde opnieuw een synode in Parijs, ditmaal om zichzelf te handhaven (1314). De weerstand vanuit de landadel tegen de machtige Enguerrand de Marigny groeide. In 1315 werd Enguerrand opgehangen. Philippe overleefde de afrekening tegen zijn in ongenade gevallen halfbroer. 
In 1317 stierf aartsbisschop Philippe in Parijs. Hij werd begraven in de Kartuizerkerk van Parijs; met de kartuizers had Philippe steeds een goede band gehad.